# Edmond Arrowsmith
Pour les articles homonymes, voir Arrowsmith.
Edmond Arrowsmith (né Brian Arrowsmith), né en 1585 à Haydock, dans le Lancashire (Angleterre) et mort (exécuté) le 28 août 1628 à Lancaster (Angleterre), est un prêtre jésuite anglais. Mort pour sa fidélité à la foi catholique, particulièrement son attachement au pape, il est considéré comme martyr par l’Église catholique et fut canonisé en 1970 par Paul VI. Liturgiquement, il est commémoré le 25 octobre avec le groupe des martyrs d'Angleterre et du pays de Galles, et seul le 28 août.  

## Biographie
Catholiques convaincus, les parents de « Brian » (le prénom qu’il reçut à son baptême) cachaient fréquemment des prêtres chez eux et refusaient de participer à tout service religieux protestant. À 21 ans (en 1605), leur fils se rend sur le continent pour entrer au séminaire anglais de Douai, alors dans les Pays-Bas méridionaux. C’est lorsqu’il reçoit le sacrement de confirmation qu’il adopte le prénom d’Edmond' en souvenir de son oncle prêtre. 
Les études sacerdotales terminées il est ordonné prêtre le 9 décembre 1612, à Arras. L’année suivant, en juin 1613, il est de retour dans son Lancashire natal pour une vie de missionnaire itinérant très périlleuse. 
Arrowsmith exerce pendant quinze ans un ministère sacerdotal clandestin mais fécond. Arrêté une première fois en 1622, il est incarcéré au château de Lancaster. Interrogé par l’évêque protestant de Chester, John Bridgeman, il est cependant libéré lorsque le roi Jacques Ier, cherchant à gagner les bonnes grâces du roi d'Espagne en vue du mariage de son fils avec l'infante, ordonne la libération de tous les prêtres catholiques alors en prison.
Depuis qu’il a fait les Exercices Spirituels à Douai, Arrowsmith songe à se faire jésuite. Il fait le pas décisif en 1623. Le 21 juillet 1623, il est officiellement admis dans la Compagnie de Jésus. Il n’en continue pas moins son ministère pastoral dans sa région natale du Lancashire. En 1628, le prêtre clandestin est trahi par un jeune qu’il avait réprimandé pour avoir contracté un mariage incestueux.  
Arrêté et présenté devant un juge qui lui demande s’il était vraiment prêtre, Arrowsmith fait le signe de la croix et répond : « Plaise à Dieu que j’en sois digne! ».  Arrowsmith demande un débat public, assurant qu’il est prêt à défendre sa foi catholique non seulement en paroles mais de la confesser même par son sang. Il est condamné parce que prêtre et catholique, un crime de haute trahison. À la lecture du verdict, il s’exclame : « Loué soit Dieu! ».  Dans l’attente de l’exécution, il est placé dans une cellule si étroite qu’il lui est impossible de se tenir debout ou couché. On le laisse une semaine sans nourriture.
Venu le jour de l’exécution, il reçoit l’absolution de son compagnon, le saint prêtre John Southworth. Sur l’échafaud, le pardon royal lui est offert s’il renonce à son attachement au pape. Il refuse, et meurt, pendu et écartelé, le 28 août 1628.

## Souvenir et vénération
- Béatifié le 15 décembre 1929 par Pie XI Edmond Arrowsmith est canonisé par le pape Paul VI le 25 octobre 1970. Liturgiquement il est commémoré le 25 octobre, avec les autres martyrs d'Angleterre et du pays de Galles, ou, régionalement, le 28 août (date de sa mort).
- Sa main, préservée et longtemps gardée comme relique dans sa famille, repose aujourd’hui dans l'église Saint-Oswald-et-Saint-Edmond-Arrowsmith de Ashton-in-Makerfield, dans les faubourgs de Manchester.
- Une école catholique de Ashton-in-Makerfield est aussi placée sous la protection de saint Edmond Arrowsmith : la St Edmund Arrowsmith Catholic High School. Il y a également  un St Edmund Arrowsmith Catholic Centre for Learning à Whiston, Merseyside.